# Italië op de Olympische Zomerspelen 1956
Italië nam deel aan de Olympische Zomerspelen 1956 in Melbourne, Australië en Stockholm, Zweden (onderdelen paardensport). Voor de vierde keer op rij werden acht gouden medailles gewonnen.

## Medailleoverzicht
| Sport         | Olympiër(s)                                                                                                | Onderdeel                  | Medaille |
| ------------- | --- | -------------------------- | -------- |
| Roeien        | Alberto Winkler Romano Sgheiz Angelo Vanzin Franco Trincavelli Ivo Stefanoni                               | vier-met (m)               | Goud     |
| Schermen      | Carlo Pavesi                                                                                               | degen (m)                  | Goud     |
| Schermen      | Giorgio Anglesio Franco Bertinetti Giuseppe Delfino Edoardo Mangiarotti Carlo Pavesi Alberto Pellegrino    | degen team (m)             | Goud     |
| Schermen      | Luigi Carpaneda Manlio di Rosa Giancarlo Bergamini Edoardo Mangiarotti Antonio Spallino Vittorio Lucarelli | floret team (m)            | Goud     |
| Schietsport   | Galliano Rossini                                                                                           | trap (m)                   | Goud     |
| Wielersport   | Leandro Faggin                                                                                             | tijdrit (m)                | Goud     |
| Wielersport   | Antonio Domenicali Leandro Faggin Valentino Gasparella Franco Gandini, Virginio Pizzali                    | ploegenachtervolging (m)   | Goud     |
| Wielersport   | Ercole Baldini                                                                                             | wegwedstrijd (m)           | Goud     |
| Boksen        | Franco Nenzi                                                                                               | -63,5kg (m)                | Zilver   |
| Paardensport  | Raimondo D'Inzeo                                                                                           | springconcours individueel | Zilver   |
| Paardensport  | Piero D'Inzeo Raimondo D'Inzeo Salvatore Oppes                                                             | springconcours team        | Zilver   |
| Schermen      | Giuseppe Delfino                                                                                           | degen (m)                  | Zilver   |
| Schermen      | Giancarlo Bergamini                                                                                        | floret (m)                 | Zilver   |
| Wielersport   | Guglielmo Pesenti                                                                                          | sprint (m)                 | Zilver   |
| Worstelen     | Ignazio Fabra                                                                                              | -52kg Grieks-Romeins (m)   | Zilver   |
| Zeilen        | Agostino Straulino Nicolò Rode                                                                             | star klasse                | Zilver   |
| Boksen        | Giacomo Bozzano                                                                                            | +81kg (m)                  | Brons    |
| Gewichtheffen | Ermanno Pignatti                                                                                           | -75kg (m)                  | Brons    |
| Gewichtheffen | Alberto Pigaiani                                                                                           | +90kg (m)                  | Brons    |
| Paardensport  | Piero D'Inzeo                                                                                              | springconcours individueel | Brons    |
| Schermen      | Edoardo Mangiarotti                                                                                        | degen (m)                  | Brons    |
| Schermen      | Antonio Spallino                                                                                           | floret (m)                 | Brons    |
| Schietsport   | Alessandro Ciceri                                                                                          | trap (m)                   | Brons    |
| Wielersport   | Giuseppe Ogna Cesare Pinarello                                                                             | tandem (m)                 | Brons    |
| Worstelen     | Adelmo Bulgarelli                                                                                          | +87kg Grieks-Romeins (m)   | Brons    |

## Resultaten en deelnemers

### Atletiek
| Olympiër                                                          | Discipline               | Resultaat | Prestatie                                                             |
| ----------------------------------------------------------------- | ------------------------ | --------- | --------------------------------------------------------------------- |
| Mario Colarossi                                                   | 100m (m)                 | 32e       | serie 1: 4de in 11,14                                                 |
| Franco Galbiati                                                   | 100m (m)                 | 31e       | serie 5: 3de in 11,13                                                 |
| Luigi Gnocchi                                                     | 100m (m)                 | 15e       | serie 2: 2de in 11,01 kwartfinale 2: 4de in 10,96                     |
| Sergio D'Asnasch                                                  | 200m (m)                 | 21e       | serie 4: 2de in 22,35 kwartfinale 3: 6de in 22,82                     |
| Giovanni Ghiselli                                                 | 200m (m)                 | 52e       | serie 7: 5de in 22,68                                                 |
| Vincenzo Lombardo                                                 | 200m (m)                 | 13e       | serie 3: 2de in 21,94 kwartfinale 2: 4de in 21,53                     |
| Gianfranco Baraldi                                                | 800m (m)                 | 16e       | serie 4: 4de in 1.51,9                                                |
| Gianfranco Baraldi                                                | 1500m (m)                | 23e       | serie 3: 6de in 3.52,0                                                |
| Giovanni Ghiselli Franco Galbiati Luigi Gnocchi Vincenzo Lombardo | 4x100m (m)               | 4e        |                                                                       |
| Giuseppe Lavelli                                                  | marathon (m)             | DNF       | niet gefinisht                                                        |
| Giuseppe Dordoni                                                  | 20km snelwandelen (m)    | 9e        | 1:35.00,4                                                             |
| Abdon Pamich                                                      | 20km snelwandelen (m)    | 11e       | 1:36.03,6                                                             |
| Abdon Pamich                                                      | 50km snelwandelen (m)    | 4e        | 4:39.00,0                                                             |
| Gianmario Roveraro                                                | hoogspringen (m)         | 23e       | kwalificatie: 23ste met 1,88m                                         |
| Giulio Chiesa                                                     | polsstokhoogspringen (m) | 9e        | kwalificatie: 2de met 4,15m finale: 9de met 4,15m                     |
| Silvano Meconi                                                    | kogelstoten (m)          | 10e       | kwalificatie: 6de met 16,19m finale: 10de met 16,28m                  |
| Adolfo Consolini                                                  | discuswerpen (m)         | 6e        | kwalificatie: 3de met 49,93m finale: 6de met 52,21m                   |
| Giovanni Lievore                                                  | speerwerpen (m)          | 6e        | 72,88m                                                                |
|                                                                   |                          |           |                                                                       |
| Giuseppina Leone                                                  | 100m (v)                 | 5e        | serie 1: 1ste in 11,8 halve finale 1: 3de in 12,1 finale: 5de in 11,9 |
| Maria Musso                                                       | 100m (v)                 | 17e       | serie 3: 5de in 12,2                                                  |
| Franca Peggion                                                    | 100m (v)                 | 26e       | serie 2: 6de in 12,4                                                  |
| Letizia Bertoni                                                   | 200m (v)                 | 18e       | serie 4: 3de in 25,2                                                  |
| Giuseppina Leone                                                  | 200m (v)                 | 21e       | serie 3: 3de in 25,6                                                  |
| Milena Greppi                                                     | 80m horden (v)           | 22e       |                                                                       |
| Letizia Bertoni Milena Greppi Giuseppina Leone Maria Musso        | 4x100m (v)               | 5e        | series: 5de in 45,9 finale: 5de in 45,7                               |
| Paola Paternoster                                                 | discuswerpen (v)         | 11e       | 42,83m                                                                |
| Paola Paternoster                                                 | speerwerpen (v)          | 15e       |                                                                       |

### Boksen
| Olympiër          | Discipline  | Resultaat | Prestatie |
| ----------------- | ----------- | --------- | --- |
| Salvatore Burruni | -51kg (m)   | 9e        | 1ste ronde: vrij 2de ronde: V van URS Stolnikov: punten |
| Mario Sitri       | -54kg (m)   | 5e        | 1ste ronde: vrij 2de ronde: W van PAK Rashid: punten kwartfinale: V van IRL Gilroy: punten |
| Agostino Cossia   | -57kg (m)   | 9e        | 1ste ronde: vrij 2de ronde: V van URS Safronov: punten |
| Franco Nenci      | -63,5kg (m) | Zilver    | 1ste ronde: W van PAK Rehmat: knock-out 2de ronde: W van FRG Roth: punten kwartfinale: W van ARG Marcilla: punten halve finale: W van ROU Dumitrescu: punten finale: V van URS Yengibaryan: punten |
| Franco Scisciani  | -71kg (m)   | 5e        | 1ste ronde: W van FRA Legrand: punten kwartfinale: V van USA Torres: punten |
| Giulio Rinaldi    | -75kg (m)   | 5e        | 1ste ronde: W van DEN Andersen: punten kwartfinale: V van URS Shatkov: walk-over |
| Ottavio Panunzi   | -81kg (m)   | 5e        | 1ste ronde: W van CAN Collins: punten kwartfinale: V van ROU Negrea: punten |
| Giacomo Bozzano   | +81kg (m)   | Brons     | 1ste ronde: W van FIN Koski: punten kwartfinale: W van GER Nitzschke: punten halve finale: V van URS Mukhin: knock-out                                                                             |

### Gewichtheffen
| Olympiër             | Discipline  | Resultaat | Prestatie                                                                                 |
| -------------------- | ----------- | --------- | ----------------------------------------------------------------------------------------- |
| Sebastiano Mannironi | -60kg (m)   | DNF       | drukken: 5de met 100kg trekken: 4de met 100kg stoten: opgave                              |
| Luciano De Genova    | -67,5kg (m) | 16e       | drukken: 9de met 107,5kg trekken: 11de met 100kg stoten: 17de met 122,5kg totaal: 330kg   |
| Ermanno Pignatti     | -75kg (m)   | Brons     | drukken: 6de met 117,5kg trekken: 3de met 117,5kg stoten: 4de met 147,5kg totaal: 382,5kg |
| Alberto Pigaiani     | +90kg (m)   | Brons     | drukken: 3de met 150kg trekken: 5de met 130kg stoten: 3de met 172,5kg totaal: 452,5kg     |

### Moderne vijfkamp
| Olympiër         | Discipline      | Resultaat | Prestatie      |
| ---------------- | --------------- | --------- | -------------- |
| Adriano Facchini | individueel (m) | 15e       | 4035,50 punten |

### Roeien
| Olympiër | Discipline      | Resultaat | Prestatie                                                                         |
| --- | --------------- | --------- | --------------------------------------------------------------------------------- |
| Stefano Martinoli | skiff (m)       | 8e        | serie 2: 3de in 7.36,5 herkansingen: 1ste in 9.11,8 halve finale 2: 4de in 9.35,7 |
| Alvaro Bianchi Maurizio Clerici | twee-zonder (m) | 8e        | serie 1: 3de in 7.41,2 herkansingen: 2de halve finale 2: 4de in 9.11,1            |
| Giuseppe Moioli Attilio Cantoni Giovanni Zucchi Abbondio Marcelli                                                                                      | vier-zonder (m) | 4e        |                                                                                   |
| Alberto Winkler Romano Sgheiz Angelo Vanzin Franco Trincavelli Ivo Stefanoni                                                                           | vier-met (m)    | Goud      | serie 1: 1ste in 7.00,0 halve finale 1: 1ste in 7.54,4 finale: 1ste in 7.19,4     |
| Antonio Amato Salvatore Nuvoli Cosimo Campioto Livio Tesconi Antonio Casuar Giancarlo Casalini Sergio Tagliapietra Arrigo Menicocci Vincenzo Rubolotta | acht (m)        | 7e        | serie 3: 3de in 6.09,5 herkansingen: 2de in 7.17,4 halve finale 2: 4de in 7.19,8  |

### Schermen
| Olympiër                                                                                                   | Discipline      | Resultaat | Prestatie |
| --- | --------------- | --------- | --- |
| Giuseppe Delfino                                                                                           | degen (m)       | Zilver    | 1ste ronde: vrij kwartfinale 3: 3de met 4 overwinningen halve finale 1: 4de met 4 overwinningen finale: 2de met 5 overwinningen                              |
| Edoardo Mangiarotti                                                                                        | degen (m)       | Brons     | 1ste ronde: vrij kwartfinale 1: 1ste met 5 overwinningen halve finale 1: 3de met 5 overwinningen finale: 3de met 5 overwinningen                             |
| Carlo Pavesi                                                                                               | degen (m)       | Goud      | 1ste ronde: vrij kwartfinale 2: 3de met 3 overwinningen halve finale 2: 3de met 4 overwinningen finale: 1ste met 5 overwinningen                             |
| Giorgio Anglesio Franco Bertinetti Giuseppe Delfino Edoardo Mangiarotti Carlo Pavesi Alberto Pellegrino    | degen team (m)  | Goud      | 1ste ronde groep 1: 1ste met 2 overwinningen halve finale 1: 1ste met 1 overwinning finale: 1ste met 3 overwinningen                                         |
| Giancarlo Bergamini                                                                                        | floret (m)      | Zilver    | 1ste ronde groep 3: 3de met 4 overwinningen halve finale 2: 2de met 5 overwinningen finale: 2de met 5 overwinningen                                          |
| Edoardo Mangiarotti                                                                                        | floret (m)      | 17e       | 1ste ronde groep 2: 5de met 4 overwinningen |
| Antonio Spallino                                                                                           | floret (m)      | Brons     | 1ste ronde groep 1: 3de met 5 overwinningen halve finale 1: 2de met 5 overwinningen finale: 3de met 5 overwinningen                                          |
| Luigi Carpaneda Manlio di Rosa Giancarlo Bergamini Edoardo Mangiarotti Antonio Spallino Vittorio Lucarelli | floret team (m) | Goud      | 1ste ronde groep 2: 1ste met 1 overwinning halve finale 1: 1ste met 1,5 overwinning finale: 1ste met 3 overwinningen                                         |
| Gastone Darè                                                                                               | sabel (m)       | 16e       | 1ste ronde groep 3: 1ste met 5 overwinningen kwartfinale 4: 2de met 4 overwinningen halve finale 1: 8ste met 0 overwinningen                                 |
| Roberto Ferrari                                                                                            | sabel (m)       | 9e        | 1ste ronde groep 2: 1ste met 3 overwinningen kwartfinale 1: 1ste met 5 overwinningen halve finale 2: 5de met 3 overwinningen                                 |
| Luigi Narduzzi                                                                                             | sabel (m)       | 8e        | 1ste ronde groep 1: 1ste met 5 overwinningen kwartfinale 2: 2de met 4 overwinningen halve finale 1: 4de met 4 overwinningen finale: 8ste met 1 overwinningen |
| Roberto Ferrari Domenico Pace Mario Ravagnan Giuseppe Comini Luigi Narduzzi Gastone Darè                   | sabel team (m)  | 5e        | 1ste ronde groep 2: 2de met 1 overwinning halve finale 1: 3de met 0 overwinningen                                                                            |
| |                 |           | |
| Velleda Cesari                                                                                             | floret (v)      | Zilver    | 1ste ronde groep 1: 5de met 3 overwinningen |
| Bruna Colombetti-Peroncini                                                                                 | floret (v)      | 8e        | 1ste ronde groep 2: 3de met 4 overwinningen halve finale 1: 1ste met 4 overwinningen finale: 8ste met 1 overwinning                                          |

### Schietsport
| Olympiër               | Discipline                 | Resultaat | Prestatie                       |
| ---------------------- | -------------------------- | --------- | ------------------------------- |
| Carlo Varetto          | 50m geweer 3 houdingen (m) | 26e       | 1135 punten: (392-387-356)      |
| Claudio Fiorentini     | 50m pistool (m)            | 9e        | 540 punten: (91-91-88-90-91-89) |
| Michelangelo Borriello | 25m snelvuurpistool (m)    | 12e       | 567 punten: (284-283)           |
| Alessandro Ciceri      | trap (m)                   | Brons     | 188 punten                      |
| Galliano Rossini       | trap (m)                   | Goud      | 195 punten                      |

### Turnen
| Olympiër                                                                                      | Discipline                              | Resultaat | Prestatie      |
| --------------------------------------------------------------------------------------------- | --------------------------------------- | --------- | -------------- |
| Elisa Calsi                                                                                   | individuele meerkamp (v)                | 43e       | 70,733 punten  |
| Miranda Cicognani                                                                             | individuele meerkamp (v)                | 28e       | 71,600 punten  |
| Rosella Cicognani                                                                             | individuele meerkamp (v)                | 42e       | 70,766 punten  |
| Elena Lagorara                                                                                | individuele meerkamp (v)                | 44e       | 70,700 punten  |
| Luciana Lagorara                                                                              | individuele meerkamp (v)                | 50e       | 69,700 punten  |
| Luciana Reali                                                                                 | individuele meerkamp (v)                | 37e       | 70,933 punten  |
| Elisa Calsi Miranda Cicognani Rosella Cicognani Elena Lagorara Luciana Lagorara Luciana Reali | meerkamp team (v)                       | 7e        | 428,654 punten |
| Elisa Calsi Miranda Cicognani Rosella Cicognani Elena Lagorara Luciana Lagorara Luciana Reali | meerkamp team draagbaar gereedschap (v) | 8e        | 72,800 punten  |

### Waterpolo
| Olympiër | Discipline | Resultaat | Prestatie |
| --- | ---------- | --------- | --- |
| Cosimo Antonelli Alfonso Buonocore Enzo Cavazzoni Maurizio d'Achille Giuseppe d'Altrui Federico Dennerlein Luigi Mannelli Angelo Marciani Paolo Pucci Cesare Rubini | mannen     | 4e        | groep C: 1ste W van Singapore: 7-1 W van Duitsland: 4-2 finale ronde: 4de V van Sovjet-Unie: 3-2 V van Hongarije: 0-4 W van Verenigde Staten: 3-2 V van Joegoslavië: 1-2 |

| Groep C |           |             |             |             |             |        |        |        |        |
| #       | Land      | Wedstrijden | Wedstrijden | Wedstrijden | Wedstrijden | Punten | Punten | Punten | Punten |
| #       | Land      | G           | W           | G           | V           | V      | T      | Saldo  | Punten |
| 1       | Italië    | 2           | 2           | 0           | 0           | 11     | 3      | +8     | 4      |
| 2       | Duitsland | 2           | 1           | 0           | 1           | 7      | 5      | +2     | 2      |
| 3       | Singapore | 2           | 0           | 0           | 2           | 2      | 12     | -10    | 0      |

| Ronde       | Datum     | Plaats | Land | Score     | Land |
| ----------- | --------- | ------ | ---- | --------- | ---- |
| Groepsfase  |           |        |      |           |      |
| 29 november | Melbourne | Italië | 7-1  | Singapore |      |
| 30 november | Melbourne | Italië | 4-2  | Duitsland |      |

| Finale ronde |                  |             |             |             |             |        |        |        |        |
| #            | Land             | Wedstrijden | Wedstrijden | Wedstrijden | Wedstrijden | Punten | Punten | Punten | Punten |
| #            | Land             | G           | W           | G           | V           | V      | T      | Saldo  | Punten |
| 1            | Hongarije        | 5           | 5           | 0           | 0           | 20     | 3      | +17    | 10     |
| 2            | Joegoslavië      | 5           | 3           | 1           | 1           | 13     | 8      | +5     | 7      |
| 3            | Sovjet-Unie      | 5           | 3           | 0           | 2           | 14     | 14     | 0      | 6      |
| 4            | Italië           | 5           | 2           | 0           | 3           | 10     | 13     | -3     | 4      |
| 5            | Verenigde Staten | 5           | 1           | 0           | 4           | 10     | 5      | -10    | 2      |
| 6            | Duitsland        | 5           | 0           | 1           | 4           | 11     | 20     | -9     | 1      |

| Ronde      | Datum     | Plaats      | Land | Score       | Land |
| ---------- | --------- | ----------- | ---- | ----------- | ---- |
| Groepsfase |           |             |      |             |      |
| 1 december | Melbourne | Sovjet-Unie | 3-1  | Italië      |      |
| 3 december | Melbourne | Hongarije   | 4-0  | Italië      |      |
| 4 december | Melbourne | Italië      | 3-2  | Sovjet-Unie |      |
| 6 december | Melbourne | Joegoslavië | 2-1  | Italië      |      |

### Wielersport
| Olympiër                                                                               | Discipline               | Resultaat | Prestatie |
| Baan                                                                                   | Baan                     | Baan      | Baan |
| -------------------------------------------------------------------------------------- | ------------------------ | --------- | --- |
| Guglielmo Pesenti                                                                      | sprint (m)               | Zilver    | 1ste ronde serie 4: 1ste in 11,8 kwartfinale 3: W van TCH Fouček: 2-0 halve finale 2: W van AUS Ploog: 2-1 finale: V van FRA Rousseau: 0-2 |
| Leandro Faggin                                                                         | tijdrit (m)              | Goud      | 1.09,8 |
| Cesare Pinarello Giuseppe Ogna                                                         | tandem (m)               | Brons     | |
| Antonio Domenicali Leandro Faggin Valentino Gasparella Franco Gandini Virginio Pizzali | ploegenachtervolging (m) | Goud      | 4.37,4 |
| Weg                                                                                    |                          |           | |
| Ercole Baldini                                                                         | wegwedstrijd (m)         | Goud      | 5:21.17 |
| Dino Bruni                                                                             | wegwedstrijd (m)         | 28e       | 5:27.28 |
| Aurelio Cestari                                                                        | wegwedstrijd (m)         | 34e       | 5:34.20 |
| Arnaldo Pambianco                                                                      | wegwedstrijd (m)         | 7e        | 5:23.40 |
| Ercole Baldini Dino Bruni Aurelio Cestari Arnaldo Pambianco                            | wegwedstrijd (m)         | 4e        | 36 punten |

### Worstelen
| Olympiër          | Discipline  | Resultaat   | Prestatie |
| Vrije stijl       | Vrije stijl | Vrije stijl | Vrije stijl |
| ----------------- | ----------- | ----------- | --- |
| Luigi Chinazzo    | -52kg (m)   | 10e         | 1ste ronde: V van TUR Akbaş: 0-3 2de ronde: V van IRI Khojastehpour: 0-3 |
| Garibaldo Nizzola | -67kg (m)   | 5e          | 1ste ronde: W van IND Pandey 2de ronde: W van FRA Bielle: 2-1 3de ronde: W van TUR Güngör: 2-1 4de ronde: V van IRI Habibi: 0-3                                                                     |
| Grieks-Romeins    |             |             | |
| Ignazio Fabra     | -52kg (m)   | Zilver      | 1ste ronde: W van TUR Eğribaş: 2-1 2de ronde: W van USA Wilson: 3-0 3de ronde: W van HUN Baranya: 3-0 4de ronde: W van ROU Pîrvulescu: 3-0 5de ronde: V van URS Solovyov                            |
| Umberto Trippa    | -62kg (m)   | 6e          | 1ste ronde: V van HUN Polyák: 1-2 2de ronde: W van ROU Popescu: 3-0 3de ronde: V van URS Dzeneladze                                                                                                 |
| Adelmo Bulgarelli | +87kg (m)   | Brons       | 1ste ronde: V van TUR Kaplan: 0-3 2de ronde: W van AUS Zammit 3de ronde: W van GRE Georgoulis 4de ronde: W van SWE Antonsson 5de ronde: V van URS Parfyonov: 0-3 6de ronde: V van GER Dietrich: 0-3 |

### Zeilen
| Olympiër                                                               | Discipline          | Resultaat | Prestatie                       |
| ---------------------------------------------------------------------- | ------------------- | --------- | ------------------------------- |
| Adelchi Pelaschiar                                                     | finn klasse         | 7e        | 3409 punten: (7-16-3-6-10-8-10) |
| Mario Capio Emilio Massino                                             | sharpie 12m² klasse | 4e        | 3928 punten: (4-6-4-3-3-4-5)    |
| Agostino Straulino Nicolò Rode                                         | star klasse         | Zilver    | 5649 punten: (3-DSQ-1-3-3-1-1)  |
| Sergio Sorrentino Piero Gorgatto Annibale Pelaschiar                   | draken klasse       | 6e        | 3404 punten: (DSQ-DNF-7-9-7)    |
| Massimo Oberti Antonio Carattino Carlo Maria Spirito Antonio Cosentino | 5,5m klasse         | 7e        | 1677 punten: (9-5-5-6-9-7-DNF)  |

### Zwemmen
| Olympiër                                                 | Discipline            | Resultaat | Prestatie                                         |
| -------------------------------------------------------- | --------------------- | --------- | ------------------------------------------------- |
| Carlo Pedersoli                                          | 100m vrije slag (m)   | 16e       | serie 4: 3de in 58,5 halve finale 1: 8ste in 59,0 |
| Paolo Pucci                                              | 100m vrije slag (m)   | 14e       | serie 2: 2de in 58,3 halve finale 1: 7de in 58,8  |
| Angelo Romani                                            | 400m vrije slag (m)   | 8e        | serie 1: 3de in 4.37,6 finale: 8ste in 4.41,7     |
| Fritz Dennerlein Paolo Galletti Guido Elmi Angelo Romani | 4x200m vrije slag (m) | 7e        | serie 1: 5de in 8.43,1 finale: 7de in 8.46,2      |
|                                                          |                       |           |                                                   |
| Elena Zennaro                                            | 200m schoolslag (v)   | 13e       | serie 1: 7de in 3.05,2                            |

Afghanistan · Argentinië · Australië · Bahama's · België · Bermuda · Birma · Brazilië · Brits-Guiana · Bulgarije · Cambodja* · Canada · Ceylon · Chili · Colombia · Cuba · Denemarken · Duits eenheidsteam · Egypte* · Ethiopië · Fiji · Filipijnen · Finland · Frankrijk · Griekenland · Groot-Brittannië · Hongarije · Hongkong · Ierland · IJsland · India · Indonesië · Iran · Israël · Italië · Jamaica · Japan · Joegoslavië · Kenia · Liberia · Luxemburg · Malakka · Mexico · Nederland* · Nieuw-Zeeland · Nigeria · Noord-Borneo · Noorwegen · Oeganda · Oostenrijk · Pakistan · Peru · Polen · Portugal · Puerto Rico · Roemenië · Singapore · Sovjet-Unie · Spanje* · Taiwan · Thailand · Trinidad en Tobago · Tsjecho-Slowakije · Turkije · Uruguay · Venezuela · Verenigde Staten · Vietnam · Zuid-Afrika · Zuid-Korea · Zweden · Zwitserland*

*alleen deelgenomen in Stockholm